# Ocel (mimetisme)

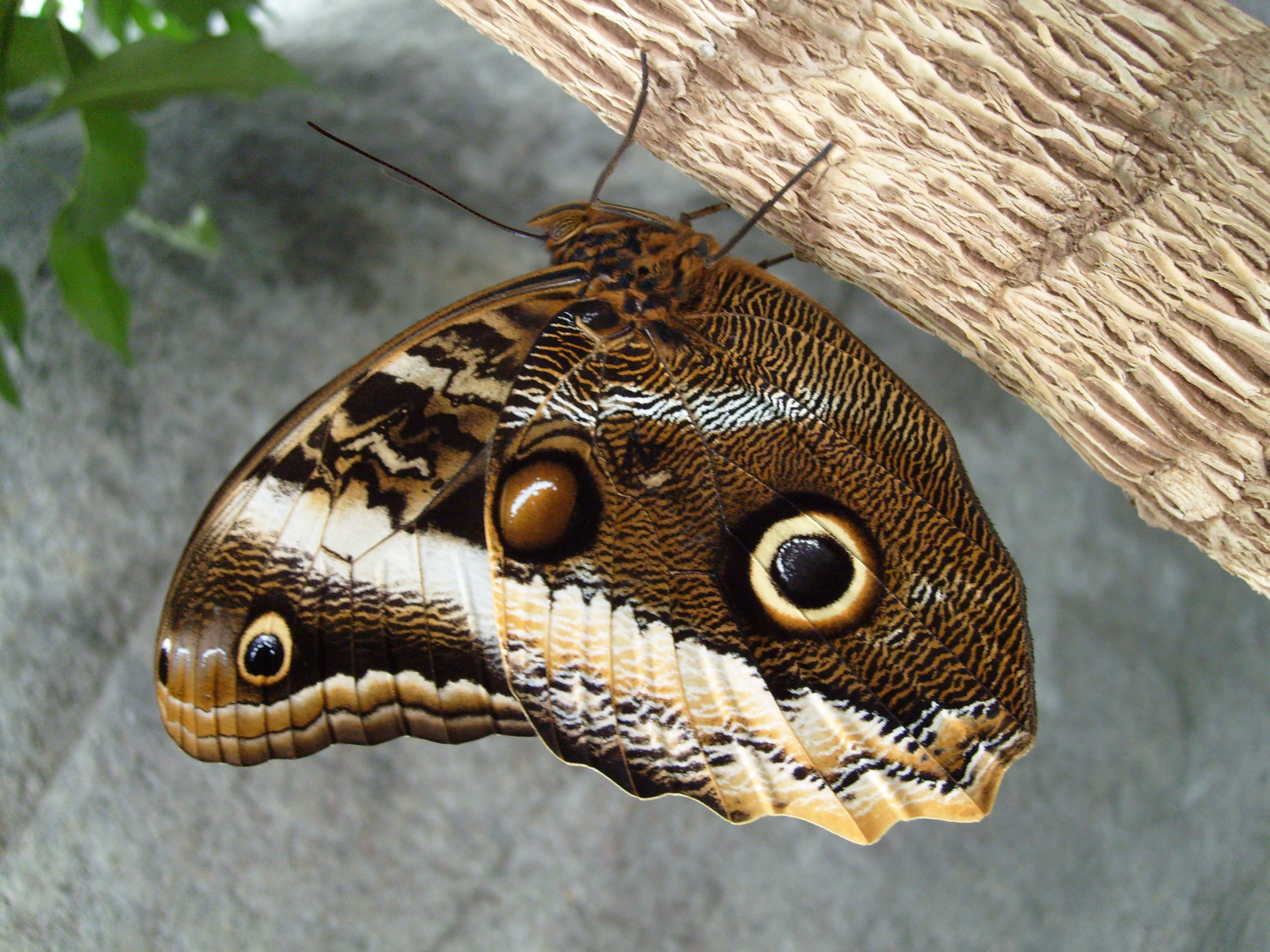
Papallona del gènere Caligo amb 3 ocels.

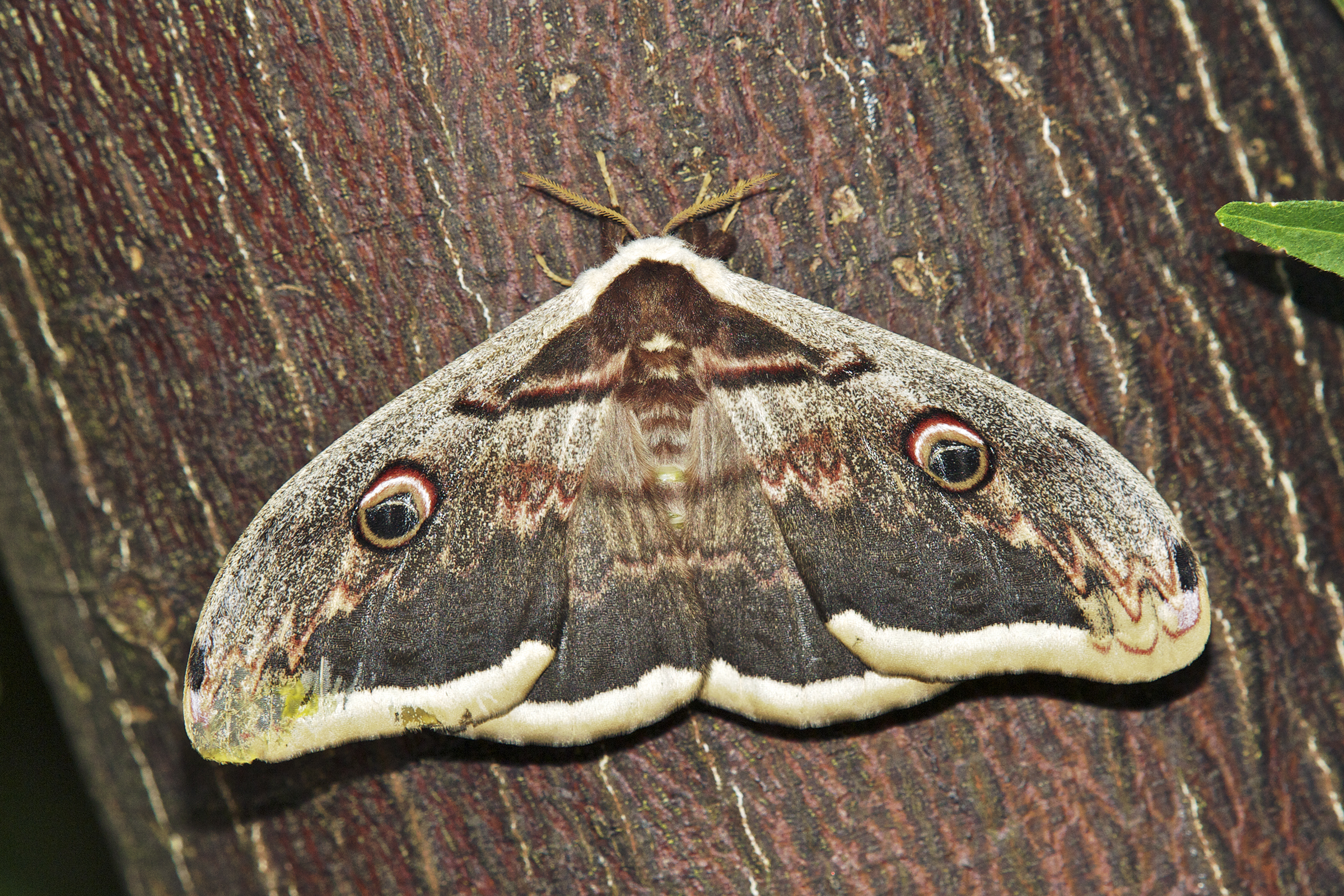
Arna Saturnia pyri mostrant un parell d'ocels.

Un ocel és una taca arrodonida i multicolor rodona, que aparenta ser un ull. Es troben en lepidòpters, rèptils, aus i peixos. Són útils per a desviar l'atenció del predador, fet que dona temps a la presa per a fugir.
En alguns lepidòpters com el cas del Papilio machaon, estan situats en zones de les ales on, en cas d'atac i pèrdua d'un tros d'ala, l'individu pot sobreviure sense problemes. Per al peix Chaetodon capistratus l'ocel el fa semblar més gran a visió d'un depredador; a més quan se sent amenaçat encara l'ocel cap a l'amenaça per fer més verídic l'engany.